# ملكة جمال الدولية 2012
ملكة جمال الدولية 2012، هي نسخة مسابقة ملكة جمال الدولية الثانية والخمسين في تاريخ مسابقة ملكة جمال الدولية منذ انطلاقتها عام 1960، عقدت مسابقة في 21 أكتوبر 2012 في مبنى محافظة أوكيناوا بدوكان في أوكيناوا باليابان. في نهاية الحدث توجت إيكومي يوشيماتسو من اليابان من قبل ملكة جمال الدولية السابقة فرناندا كورنيجو من الإكوادور. تم خلع يوشيماتسو بفترة وجيزة قبل نهاية فترة حكمها، لكن لم يتم استبدالها. وقد أمرتها جمعية الثقافة الدولية بتخطي الأمر والتزام الصمت خوفًا من الفضيحة.

## النتائج

### المراكز النهائية
| النتائج النهائية       | المتنافسة |
| ---------------------- | --- |
| ملكة جمال الدولية 2012 | - اليابان - إيكومي يوشيماتسو |
| الوصيفة الأولى         | - فنلندا - فيفي سومينين |
| الوصيفة الثانية        | - سريلانكا - مادوشا ميادون |
| الوصيفة الثالثة        | - جمهورية الدومنيكان - ميلودي مير |
| الوصيفة الرابعة        | - باراغواي - نيكول هوبر |
| أفضل 15                | - البرازيل - رافيلا بوتاريلي - كولومبيا - ميليسا فارون - هايتي - أندي أزائيل - الهند - روشيل راو - المكسيك - جيسيكا غارسيا فورمينتي - ناميبيا - بولينا مالولو - الفلبين - نيكول شميتز - المملكة المتحدة - أليز ليلي منتر - الولايات المتحدة - أماندا رينيه ديلجادو - فنزويلا - بلانكا آلخيبس |

## الروابط الخارجية
- موقع ملكة جمال الدولية الرسمي